# Age Discrimination in Employment Act
Das US-Gesetz Age Discrimination in Employment Act von 1967 (Pub. L. 90-202; abgek. ADEA) verbietet die Diskriminierung Älterer am Arbeitsplatz. Das Gesetz war eine Initiative der US-Regierung im Rahmen des Great-Society-Programms unter Präsident Lyndon B. Johnson der das Gesetz unterzeichnete.
Nach diesem Gesetz dürfen in den Vereinigten Staaten Personen über 40 Jahren weder bei der Einstellung (Personalauswahl) noch bei Entlassung wegen ihres Alters gegenüber jüngeren Personen benachteiligt werden.
Auch für Rentenansprüche und Sozialwerke enthält es Vorschriften. Die Information der Öffentlichkeit über Bedürfnisse älterer Arbeitnehmer ist Gesetzesziel (Beeinflussung des Altersbildes der Gesellschaft bzw. des einzelnen Unternehmers).
- So dürfen Stellenanzeigen keine Altersgrenzen enthalten – Ausnahmen nur dort, wo Alter (im Sinne von Lebenserfahrung) eine unbedingte Einstellungsvoraussetzung darstellen kann (Abkürzung für bona fide occupational qualification: BFOQ)
- Kein Ausschluss von Fort- und Weiterbildungsmaßnahmen
- Keine Altersentlohnung bzw. -abzug vom Lohn

Ergänzend wurde später das Gesetz "Older Workers Benefit Protection Act (Pub. L. 101-433) und der Civil Rights Act von 1991 (P.L. 102-166) erlassen.